# Copa d'Europa de futbol 1959-60
La Copa d'Europa de futbol 1959-60 fou la cinquena edició de la competició, organitzada per la UEFA. El Reial Madrid CF la va guanyar en derrotar l'Eintracht Frankfurt a la final, per 7 gols a 3, al Hampden Park de Glasgow; aquesta victòria va tancar per al club madrileny la ratxa de cinc victòries consecutives a la Copa d'Europa.

## Primera ronda
| Equip 1                    | Global | Equip 2                    | Anada | Tornada |
| -------------------------- | ------ | -------------------------- | ----- | ------- |
| Jeunesse Esch              | 6–2    | ŁKS Łódź                   | 5–0   | 1–2     |
| Fenerbahçe SK              | 4–3    | Csepel                     | 1–1   | 3–2     |
| OGC Nice                   | 4–3    | Shamrock Rovers            | 3–2   | 1–1     |
| Vorwärts Berlin            | 2–3    | Wolverhampton Wanderers FC | 2–1   | 0–2     |
| Olympiakos FC              | 3–5    | AC Milan                   | 2–2   | 1–3     |
| CDNA Sofia                 | 4–8    | FC Barcelona               | 2–2   | 2–6     |
| Rangers FC                 | 7–2    | RSC Anderlecht             | 5–2   | 2–0     |
| Cervena Hviezda Bratislava | 4–1    | FC Porto                   | 2–1   | 2–0     |
| Linfield                   | 3–7    | IFK Göteborg               | 2–1   | 1–6     |
| Wiener Sportclub           | 2–1    | Petrolul Ploieşti          | 0–0   | 2–1     |

### Anada
| Jeunesse Esch                                      | 5 – 0 | ŁKS Łódź |
| -------------------------------------------------- | ----- | -------- |
| Theis 6' · May 24' · Schaak 55' · Meurisse 80' 85' |       |          |

 Stade de la Frontière, Esch sur Alzette 
Assistència: 5.000
Àrbitre: Kurt Tschenscher (Alemanya Occidental)        
| Fenerbahçe SK | 1 – 1 | Csepel      |
| ------------- | ----- | ----------- |
| Can Bartu 73' |       | Kisuczky 1' |

 Mithat Paşa, Istanbul
Assistència: 26.432
Àrbitre: Leo Lemesić (Iugoslàvia)        
| OGC Nice                     | 3 – 2 | Shamrock Rovers          |
| ---------------------------- | ----- | ------------------------ |
| Nurenberg 36' · Foix 39' 75' |       | Hamilton 20' · Tuohy 87' |

 Stade du Ray, Niça
Assistència:13.369
Àrbitre: Johan Heinrich Martens (Països Baixos)        
| Vorwärts Berlin         | 2 – 1 | Wolverhampton Wanderers FC |
| ----------------------- | ----- | -------------------------- |
| Nöldner 24' · Kohle 29' |       | Broadbent 15'              |

 Walter-Ulbricht, Berlín
Assistència:65.000
Àrbitre: Lucien Van Nuffel (Bèlgica)        
| Olympiakos FC                | 2 – 2 | AC Milan         |
| ---------------------------- | ----- | ---------------- |
| Papazoglou 19' · Ifantis 44' |       | Altafini 33' 72' |

 Geórgios Karaiskakis, Atenes
Assistència:20.954
Àrbitre: Fritz Seipelt (Àustria)        
| CDNA Sofia              | 2 – 2 | FC Barcelona               |
| ----------------------- | ----- | -------------------------- |
| Rakarov 16' · Kolev 80' |       | Segarra 30' · Martínez 61' |

 Estadi Nacional Vassil Levski, Sofia
Assistència:55.000
Àrbitre:John Clough (Anglaterra)        
| Rangers FC                                         | 5 – 2 | RSC Anderlecht            |
| -------------------------------------------------- | ----- | ------------------------- |
| Millar 1' · Scott 2' · Matthew 50' · Baird 65' 73' |       | Stockman 52' · Dewael 64' |

 Ibrox Park, Glasgow
Assistència:69.423
Àrbitre:Leo Helge (Dinamarca)        
| Cervena Hviezda Bratislava | 2 – 1 | FC Porto     |
| -------------------------- | ----- | ------------ |
| Gajdos 25' · Scherer 77'   |       | Teixeira 32' |

 Tehelné Pole, Bratislava
Assistència:35.000
Àrbitre:Marcel Bois (França)        
| Linfield        | 2 – 1 | IFK Göteborg  |
| --------------- | ----- | ------------- |
| Milburn 25' 30' |       | Johansson 38' |

 Windsor Park, Belfast
Assistència:40.000
Àrbitre:Johannes Malka (Alemanya Occidental)        
| Wiener Sportclub | 0 – 0 | Petrolul Ploieşti |
| ---------------- | ----- | ----------------- |
|                  |       |                   |

 Praterstadion, Viena
Assistència:50.000
Àrbitre:Concetto Lo Bello (Itàlia)        

### Tornada
| ŁKS Łódź                 | 2 – 1 | Jeunesse Esch |
| ------------------------ | ----- | ------------- |
| Szymborski 61' (pen) 85' |       | Jann 42'      |

 LKS Stadion, Łódź
Assistència:25.000
Àrbitre:Gösta Ackerborn (Suècia)        
El Jeunesse Esch va guanyar al ŁKS Łódź per 6–2 com a resultat global.
| Csepel                | 2 – 3 | Fenerbahçe SK                     |
| --------------------- | ----- | --------------------------------- |
| Ughy 10' · Németh 34' |       | Lefter 22' · Seref 47' · Avni 53' |

 Népstadion, Budapest
Assistència:45.000
Àrbitre:Zivko Bajić (Iugoslàvia)        
El Fenerbahçe va guanyar al Csepel per 4–3 al global.
| Shamrock Rovers | 1 – 1 | OGC Nice   |
| --------------- | ----- | ---------- |
| Hennessy 16'    |       | Faivre 32' |

 Dalymount Park, Dublín
Assistència:35.000
Àrbitre:Willem Beltman (Països Baixos)        
El Niça guanyà al Shamrock Rovers per 4–3 al global.
| Wolverhampton Wanderers FC | 2 – 0 | Vorwärts Berlin |
| -------------------------- | ----- | --------------- |
| Mason 60' · Broadbent 75'  |       |                 |

 Molineux Ground, Wolverhampton
Assistència:55.000
Àrbitre: Gérard Versyp (Bèlgica)        
El Wolverhampton Wanderers guanyà al Vorwärts Berlin per 3–2 al resultat global.
| AC Milan           | 3 – 1 | Olympiakos FC |
| ------------------ | ----- | ------------- |
| Danova 12' 26' 85' |       | Ifantis 68'   |

 Stadio Comunale di San Siro, Milà
Assistència:19.894
Àrbitre: Erich Steiner (Àustria)        
El Milan guanyà l'Olympiacos per 5–3 com a resultat global.
| FC Barcelona                                         | 6 – 2 | CDNA Sofia                 |
| ---------------------------------------------------- | ----- | -------------------------- |
| Kubala 6' 14' (pen) 45' (pen) · Evaristo 39' 68' 78' |       | Milanov 24' · Martinov 57' |

 Camp Nou, Barcelona
Assistència: 80.000
Àrbitre: Arthur Edward Ellis (Anglaterra)        
EL FC Barcelona guanyà al CDNA Sofia per 8–4 al global.
| RSC Anderlecht | 0 – 2 | Rangers FC                  |
| -------------- | ----- | --------------------------- |
|                |       | Matthew 67' · MacMillan 72' |

 Stade Emile Versé, Brussel·les
Assistència: 27.076
Àrbitre: Aage Poulsen (Dinamarca)        
El Rangers derrotà l'Anderlecht per 7–2 com a resultat global.
| FC Porto | 0 – 2 | Cervena Hviezda Bratislava |
| -------- | ----- | -------------------------- |
|          |       | Kacáni 65' · Dolinsky 80'  |

 Estádio das Antas, Porto
Assistència: 60.000
Àrbitre: Marcel Lequesne (França)        
El Cervena Hviezda Bratislava guanyà al Porto per 4–1 al global de l'eliminatòria.
| IFK Göteborg                                | 6 – 1 | Linfield    |
| ------------------------------------------- | ----- | ----------- |
| Ohlsson 17' 18' 50' 62' 80' · Johansson 48' |       | Dickson 19' |

 Nya Ullevi, Göteborg
Assistència: 10.475
Àrbitre: Erich Asmussen (Alemanya Occidental)        
El IFK Göteborg guanyà el Linfield per 7–3 al global de l'eliminatòria.
| Petrolul Ploieşti | 1 – 2 | Wiener Sportclub |
| ----------------- | ----- | ---------------- |
| Bădulescu 55'     |       | Horak 23' 28'    |

 Petrolul Stadium, Ploieşti
Assistència: 20.000
Àrbitre: Pietro Bonetto (Itàlia)        
El Wiener Sportclub guanyà al Petrolul Ploieşti per 2–1 al global de l'eliminatòria.

## Vuitens de final
| Equip 1               | Global | Equip 2                    | Anada | Tornada |
| --------------------- | ------ | -------------------------- | ----- | ------- |
| Fenerbahçe SK         | 3–3¹   | OGC Nice                   | 2–1   | 1–2     |
| Reial Madrid          | 12–2   | Jeunesse Esch              | 7–0   | 5–2     |
| AC Milan              | 1–7    | FC Barcelona               | 0–2   | 1–5     |
| Estrella Roja Belgrad | 1–4    | Wolverhampton Wanderers FC | 1–1   | 0–3     |
| Young Boys            | 2–5    | Eintracht Frankfurt        | 1–4   | 1–1     |
| Boldklubben 1909      | 2–5    | Wiener Sportclub           | 0–3   | 2–2     |
| Sparta Rotterdam      | 4–4²   | IFK Göteborg               | 3–1   | 1–3     |
| Rangers FC            | 5–4    | Cervena Hviezda Bratislava | 4–3   | 1–1     |

¹ El Niça va guanyar al Fenerbahçe per 5–1 al partit de desempat.
² L'Sparta Rotterdam va guanyar al IFK Göteborg per 3 a 1 al partit de desempat.

### Anada
| Fenerbahçe SK       | 2 – 1 | OGC Nice    |
| ------------------- | ----- | ----------- |
| Can 37' · Seref 80' |       | Milazzo 40' |

 Mithat Paşa, Istanbul
Assistència: 29.656
Àrbitre: Václav Korelus (Txecoslovàquia)        
| Reial Madrid                                                       | 7 – 0 | Jeunesse Esch |
| ------------------------------------------------------------------ | ----- | ------------- |
| di Stéfano 25' · Puskás 34' 62' 83' · Herrera 43' 77' · Mateos 53' |       |               |

 Santiago Bernabéu, Madrid
Assistència: 59.447
Àrbitre: Julio Campanati (Itàlia)        
| AC Milan | 0 – 2 | FC Barcelona            |
| -------- | ----- | ----------------------- |
|          |       | Vergés 12' · Suárez 15' |

 Stadio Comunale di San Siro, Milà
Assistència: 54.000
Àrbitre: Marcel Lequesne (França)        
| Estrella Roja Belgrad | 1 – 1 | Wolverhampton Wanderers FC |
| --------------------- | ----- | -------------------------- |
| Kostić 37'            |       | Victor Deley 29'           |

 JNA Stadion, Belgrad
Assistència: 40.000
Àrbitre: Edgar Ommerborn (Alemanya Occidental)        
| Young Boys      | 1 – 4 | Eintracht Frankfurt                                             |
| --------------- | ----- | --------------------------------------------------------------- |
| Eugen Meier 23' |       | Weilbächer 4' · Stein 72' · Bäumler 76' (pen) · Erich Meier 83' |

 Wankdorfstadion, Berna
Assistència: 36.000
Àrbitre: Daniel Zariquiegui (Espanya)        
| Boldklubben 1909 | 0 – 3 | Wiener Sportclub          |
| ---------------- | ----- | ------------------------- |
|                  |       | Knoll 62' 75' · Horak 82' |

 Odense Stadion, Odense
Assistència: 18.000
Àrbitre: Wlodzmierz Storoniak (Polònia)        
| Sparta Rotterdam    | 3 – 1 | IFK Göteborg |
| ------------------- | ----- | ------------ |
| Daniels 23' 38' 48' |       | Jonsson 81'  |

 Het Kasteel, Rotterdam
Assistència: 17.000
Àrbitre: Jarl Hansen (Dinamarca)        
| Rangers FC                                         | 4 – 3 | Cervena Hviezda Bratislava     |
| -------------------------------------------------- | ----- | ------------------------------ |
| MacMillan 1' · Scott 43' · Wilson 73' · Millar 90' |       | Scherer 16' 68' · Dolinsky 29' |

 Ibrox Park, Glasgow
Assistència: 80.000
Àrbitre: Daniel Mellet (Suïssa)        

### Tornada
| Niça                  | 2 – 1 | Fenerbahçe SK |
| --------------------- | ----- | ------------- |
| Foix 62' · Faivre 76' |       | Lefter 83'    |

 Stade du Ray, Niça
Assistència: 15.824
Àrbitre: Martín Macko (Txecoslovàquia)        
El Fenerbahçe i el Niça empataren 3–3 al global de l'eliminatòria.
| Niça                                                      | 5 – 1 | Fenerbahçe SK |
| --------------------------------------------------------- | ----- | ------------- |
| Foix 7' 63' · Milazzo 17' · Faivre 31' · de Bourgoing 59' |       | Seref 47'     |

 Stade des Charmilles, Ginebra
Assistència: 9.166
Àrbitre: Paul Wyssling (Suïssa)        
El Niça guanyà l'eliminatòria per 5–1.
| Jeunesse Esch          | 2 – 5 | Reial Madrid                                             |
| ---------------------- | ----- | -------------------------------------------------------- |
| Theis 10' · Schaak 15' |       | Vidal 13' · Mateos 18' 31' · di Stéfano 25' · Puskás 29' |

 Stade Municipal, Luxemburg
Assistència: 20.000
Àrbitre: Vincenzo Orlandini (Itàlia)        
El Reial Madrid guanyà al Jeunesse Esch per 12-2 al global de l'eliminatòria.
| FC Barcelona                | 5 – 1 | AC Milan |
| --------------------------- | ----- | -------- |
| Kubala (3), Segarra, Czibor |       | Ferrario |

 Camp Nou, Barcelona
Assistència: 70.000
Àrbitre: Maurice Guigue (França)        
El Barça guanyà el Milan per 7-1 al global de l'eliminatòria.
| Wolverhampton Wanderers FC | 3 – 0 | Estrella Roja de Belgrad |
| -------------------------- | ----- | ------------------------ |
|                            |       |                          |

 Molineux, Wolverhampton
Assistència: 55.519
Àrbitre: Erich Asmussen (Dinamarca)        
El Wolverhampton Wanderers guanyà l'Estrella Roja de Belgrad per 4-1 al global de l'eliminatòria.
| Eintracht Frankfurt | 1 – 1 | Young Boys |
| ------------------- | ----- | ---------- |
|                     |       |            |

 Waldstadion, Frankfurt del Main
Assistència: 35.000
Àrbitre: José Blanco Pérez (Espanya)        
L'Eintracht Frankfurt guanyà el Young Boys per 5–2 al global de l'eliminatòria.
| Wiener Sportclub | 2 – 2 | Boldklubben 1909 |
| ---------------- | ----- | ---------------- |
|                  |       |                  |

 Praterstadion, Viena
Assistència: 9.000
Àrbitre: Józef Kowal (Polònia)        
El Wiener Sportclub guanyà el Boldklubben 1909 per 5–2 al global de l'eliminatòria.
| IFK Göteborg | 3 – 1 | Sparta Rotterdam |
| ------------ | ----- | ---------------- |
|              |       |                  |

 Gamla Ullevi, Göteborg
Assistència: 6.881
Àrbitre: Leo Helge (Dinamarca)        
and Gothenburg drew on aggregate.
L'Sparta Rotterdam i el Göteborg empataren 4–4 al global de l'eliminatòria.
| IFK Göteborg | 1 – 3 | Sparta Rotterdam |
| ------------ | ----- | ---------------- |
|              |       |                  |

 Bremen
Assistència: 
Àrbitre: Albert Dusch (RFA)        
L'Sparta Rotterdam guanyà el Göteborg per 3–1 en el partit de desempat.
| Cervena Hviezda Bratislava | 1 – 1 | Rangers FC |
| -------------------------- | ----- | ---------- |
|                            |       |            |

 Thelné pole, Bratislava
Assistència: 60.000
Àrbitre: Josef Gulde (Suïssa)        
El Rangers guanyà el Cervena Hviezda Bratislava per 5-4 al global de l'eliminatòria.

## Quarts de final
| Equip 1             | Global | Equip 2                    | Anada | Tornada |
| ------------------- | ------ | -------------------------- | ----- | ------- |
| OGC Nice            | 3–6    | Reial Madrid               | 3–2   | 0–4     |
| FC Barcelona        | 9–2    | Wolverhampton Wanderers FC | 4–0   | 5–2     |
| Eintracht Frankfurt | 3–2    | Wiener Sportclub           | 2–1   | 1–1     |
| Sparta Rotterdam    | 3–3¹   | Rangers FC                 | 2–3   | 1–0     |

¹ El Glasgow Rangers va guanyar al Sparta Rotterdam per 3–2 al partit de desempat.

## Semifinals
| Equip 1             | Global | Equip 2      | Anada | Tornada |
| ------------------- | ------ | ------------ | ----- | ------- |
| Reial Madrid        | 6–2    | FC Barcelona | 3–1   | 3–1     |
| Eintracht Frankfurt | 12–4   | Rangers FC   | 6–1   | 6–3     |

## Final
| Reial Madrid                                                | 7–3     | Eintracht Frankfurt      |
| ----------------------------------------------------------- | ------- | ------------------------ |
| Di Stéfano 27', 30', 73' Puskás 45+1', 56' (pen.), 60', 71' | Informe | Kress 18' Stein 72', 75' |

| Reial Madrid | Eintracht Frankfurt |

| REIAL MADRID: |    |                         |
|               |    |                         |
| POR           | 1  | Rogelio Domínguez       |
| DEF           | 2  | Pachín                  |
| DEF           | 3  | Marcos Alonso Marquitos |
| DEF           | 4  | José Santamaria         |
| MIG           | 5  | José María Zárraga (c)  |
| MIG           | 6  | José María Vidal        |
| EXT           | 7  | Canário                 |
| DAV           | 8  | Luis del Sol            |
| DAV           | 9  | Alfredo Di Stéfano      |
| DAV           | 10 | Ferenc Puskás           |
| EXT           | 11 | Francisco Gento         |
| Entrenador:   |    |                         |
| Miguel Muñoz  |    |                         |

| EINTRACHT FRANKFURT: |    |                        |
|                      |    |                        |
| POR                  | 1  | Egon Loy               |
| DEF                  | 2  | Friedel Lutz           |
| DEF                  | 3  | Hermann Höfer          |
| DEF                  | 4  | Hans Weilbächer (c)    |
| DEF                  | 5  | Hans-Walter Eigenbrodt |
| MIG                  | 6  | Dieter Stinka          |
| MIG                  | 7  | Richard Kress          |
| MIG                  | 8  | Dieter Lindner         |
| MIG                  | 9  | Erwin Stein            |
| DAV                  | 10 | Alfred Pfaff           |
| DAV                  | 11 | Erich Meier            |
| Entrenador:          |    |                        |
| Paul Oßwald          |    |                        |

| Guanyador de la Copa d'Europa 1959-60 |
| ------------------------------------- |
| Reial Madrid C. F. Cinquè títol       |